# ホテルメトロポリタン秋田
ホテルメトロポリタン秋田（Hotel Metropolitan Akita）は、秋田県秋田市にあるJR東日本ホテルズのシティホテルブランド「メトロポリタンホテルズ」の一つ。株式会社秋田ステーションビルが運営する。

## 概要
米どころとして有名な秋田が、1976年（昭和51年）から1985年（昭和60年）の10年間、産業立地件数が飛躍的に伸び、特に東北新幹線開業以降は、交通網の整備も一段と進み温泉ブームとあいまって観光地として注目されていたことに背景に、国鉄が投資を決定し、1982年（昭和57年）運営会社である秋田ターミナルビルを設立。秋田駅西口ロータリーに面し建てられた複合ビルに、1986年（昭和61年）7月4日、秋田ターミナルホテルと低層部に入るショッピングモールのアルスが同時開業した。
1996年（平成8年）3月1日、 JR東日本ホテルズにおけるシティホテルブランド名が、「メトロポリタンホテルズ」に統一されたことに伴い、「秋田ターミナルホテル」から「ホテルメトロポリタン秋田」へ名称を変更した。2004年（平成16年）4月1日、「秋田ターミナルビル」と駅ビルトピコを運営する「秋田ステーションデパート」が合併し、「秋田ステーションビル」が発足すると同社が運営会社となった。

### 改装
秋田新幹線の開業を機に、秋田駅が橋上化されると2階部分でホテルとアルスは直結。2010年（平成22年）3月26日には、東北新幹線八戸 - 新青森間の開業を前に北東北観光需要が増えると見込み、ツインルームを増やし全客室を改装したほか、3階には大人の休日倶楽部ラウンジを設け、レストラン「クオーレ」なども一新した。

### ノースウイング開業
ホテルメトロポリタン秋田ノースウイングは、ホテルメトロポリタン秋田の北棟扱いとなるホテルである。
ホテル北側の立体駐車場としていたJR東日本が所有する土地に、9階建ての別館を建設し、2021年（令和3年）5月31日開業した。
客室は3階～9階部分に132室設け、2階にはJR東日本スポーツが運営する「ジェクサーライトジム メトロポリタン秋田店」が東北エリアで初出店したほか、1階には先行して4月にセブンイレブンがオープンした。またノースウイングの開業に併せ、本館エントランスやフロントの改修も行われた。ノースウイングの開業でJR東日本秋田支社が秋田県、市と連携し駅周辺で進めてきた再開発事業の一環でのハード整備はこれで一区切りとなった。

## 沿革
- 1982年（昭和57年）9月4日 - 株式会社秋田ターミナルビル設立。
- 1986年（昭和61年）7月4日 - 秋田ターミナルホテル・アルス開業。
- 1996年（平成8年）3月1日 - 秋田ターミナルホテルからホテルメトロポリタン秋田へと名称を変更[2]。
- 1997年（平成9年）3月16日 - 橋上化された秋田駅舎の竣工にともない、秋田ステーションデパートがトピコへと名称を変更。2階部分でアルス、ホテルメトロポリタン秋田と直結する。
- 2004年（平成16年）4月1日 - 「秋田ステーションデパート株式会社」と「秋田ターミナルビル株式会社」が合併し、「秋田ステーションビル株式会社」に商号変更。
- 2007年（平成19年）7月1日 - 北改札口をメトロポリタン口に改称。
- 2010年（平成22年）3月26日 - 新装オープン。
- 2021年（令和3年）
  - 2月17日 - 駅ナカシェアオフィス「STATION WORK」が開設[11]。
  - 5月31日 - 本館裏に「ホテルメトロポリタン秋田 NORTH WING」が開業[12]。

## 施設
- 客室数：247
- レストラン 
  - ダイニング「万葉」
  - クオーレ
- 大人の休日倶楽部ラウンジ
- 宴会場
  - 大宴会場「グランデ」
  - 中宴会場「ジュエル」
  - 小宴会場「こまち」「しらかみ」「ルーチェ」「けやき」「さくら」「わかすぎ」「ルナ」「ベガ」「ステラ」

など

## 交通アクセス
- 東日本旅客鉄道（JR東日本）秋田駅西口よりすぐ。ステーションデパートトピコからアルス内2F連絡口(エスカレーターで1Fフロント、3Fの各レストランにアプローチ)で直結。